# Битва при Нэшвилле
Сражение при Нэшвилле (англ. Battle of Nashville) — двухдневное сражение во время Франклин-Нэшвильской кампании на западном театре военных действий американской гражданской войны. Оно произошло у города Нэшвилл, штат Теннесси, 15-16 декабря 1864 года между Теннессийской армией генерала Джона Худа и федеральными силами генерала Джорджа Томаса. Томас атаковал и практически уничтожил армию Худа, одержав одну из крупнейших побед за время войны.

## Предыстория

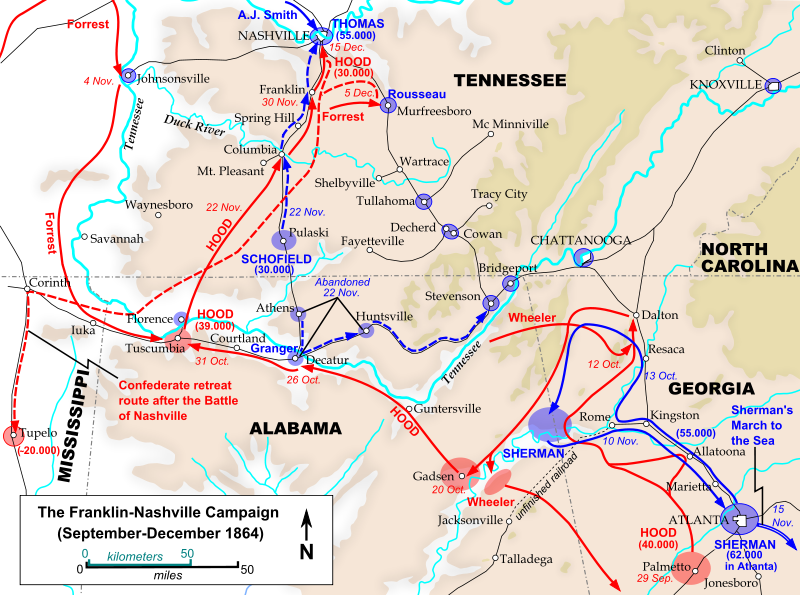
Франклин-Нэшвилльская кампания

После неудачной битвы за Атланту Худ имел примерно 39 000 человек против 81 000 армии Шермана. Не имея возможности остановить противника, он попытался отвлечь его на север, совершив манёвр в тыл Шерману, угрожая его коммуникациям. После небольшого преследования Шерман решил прекратить эту операцию и предпринял вместо этого марш к морю, перепоручив генералу Томасу разбираться с Худом самостоятельно.
Худ решил вступить в Теннесси и разбить армию Томаса по частям. Он начал преследовать армию генерала Скофилда до Колумбии, после чего попытался перехватить и уничтожить её около Спринг-Хилла. Однако, организационные проблемы помешали этому, и в сражении при Спринг-Хилле 29 ноября 1864 года Скофилду удалось отступить от Колумбии и невредимым ускользнуть от Худа.
Взбешённый неудачей у Спринг-Хилла, Худ бросился преследовать Скофилда, и у Франклина встретил федеральные войска, засевшие за укреплениями. В битве при Франклине 30 ноября Худ направил 20 000 человек в атаку на позиции противника, чтобы не позволить Скофилду отступить в Нэшвилл. В нескольких безрезультатных атаках южане потеряли 6 000 человек, в том числе были потеряны многие способные генералы, такие, как Патрик Клейберн, что сказалось на управлении Теннессийской армией (были убиты 6 генералов, 6 ранено и 1 попал в плен).
Скофилд ночью отошёл от Франклина и 1 декабря явился на позиции у Нэшвилла, где присоединился к Томасу, который имел теперь примерно 55 000 человек. Эта армия расположилась за укреплениями длиной в 7 миль, которые упирались флангами в реку Кумберлэнд, где патрулировали федеральные боевые корабли.
Между тем перед сражением Худ совершил большую тактическую ошибку. 5 декабря он выделил отряд под командованием генерала Форреста (две пехотные бригады и два дивизиона кавалерии), примерно четверть всех свои сил, для нападения на Чаттанугскую железную дорогу и федеральный гарнизон в Мерфрисборо. Худ писал, что тем самым надеялся обеспечить себе коммуникацию в Джорджию и Вирджинию. Тем самым он ещё больше ослабил свои и без того недостаточные силы, причём лишил армию самой мобильной её части.

## Силы сторон

### Союз
Федеральная армия Джорджа Томаса состояла из дух корпусов, Теннессийской армии и «временного подразделения» генерала Стидмена.
4 корпус. Томас Вуд
- 1 дивизия, Натан Кимбал: бригады Исаака Кирби, Вальтера Уайтекера и Вильяма Гроузе
- 2 дивизия, Вашингтон Эллиот: бригады Эмерсона Опдика, Джона Лэйна и Джозефа Конрада
- 3 дивизия, Сэмуэль Битти: бригады Абеля Стрейта, Филипа Поста и Фредерика Кнефлера
- артиллерия Вильбур Гудстприт

23 корпус, Джон Скофилд
- 2 дивизия, Дариус Кауч: бригада Джозефа Купера, Орландо Мора, Джона Мерингера.
- 3 дивизия, Джекоб Кокс: бригады Чарльза Дулитла, Джона Кейсмента и Израеля Стайлса
- артиллерия

Теннессийская армия. Эндрю Смит
- 1 дивизия, Джон Макартур: бригады Уильяма Макмиллена, Люциуса Хаббарда и Сильвестра Хилла.
- 2 дивизия, Кеннер Гарард: бригады Дэвида Мура, Джеймс Джилберт и Эдвард Вульф
- 3 дивизия, Джонатан Мур: бригады Лимана Варда и Линдера Блендена
- артиллерия (2 батареи)

Армия Джеймса Стидмэна
- Дивизия Чарльза Крафта: бригады Томаса Моргана, Чарльза Томпсона, Бенжамена Харрисона, Джона Митчелла и Чарльза Гросвенора
- Нэшвильский гарнизон (12 полков и 14 батарей)

Кавалерийский корпус Джеймса Вильсона
- 1 дивизия
- 5 дивизия Эдвард Хэтч
- 6 дивизия Ричард Джонсон
- 7 дивизия Джозеф Книп

### Конфедерация
Корпус Стефана Ли
- Дивизия Эдварда Джонсона (Бригады Диаса, Шарпа, Батлера, Брэнтли и Дугласа)
- Дивизия Картера Стивенсона (Бригады Уоткинса, Петтуса и Палмера)
- Дивизия Генри Клейтона (Бригады Стовелла, Хольцклоу, Гибсона и Феннера)
- артиллерия Джона Джонстона: три батареи

Корпус Александра Стюарта
- Дивизия Вильяма Лоринга, бригады Уинфилда Фетерстона, Роберта Лоури и Джона Снодграсса
- Дивизия Самуэля Фоэнча, бригады Клаудиуса Сирса, Дэвида Колемана и Петера Флорноя
- Дивизия Эдварда Уалталла, бригады Джорджа Джонстона, Чарльза Шелли и Дениэля Рейнольдса

Корпус Бенжамина Читема
- Дивизия Читэма
- Дивизия Джеймса Смита
- Дивизия Вильяма Бейта
- артиллерия (6 батарей)

Кавалерия
- Дивизия Джеймса Чалмерса (9 кавалерийских полков)

## Подготовка генерала Томаса
Хотя на стороне Томаса было численное превосходство, он не мог игнорировать присутствие армии Худа. Несмотря на тяжёлое поражение под Франклином, Теннессийская армия была ещё опасна. Томас понимал, что должен атаковать, но готовился к этому тщательно и осторожно. Он день и ночь тренировал свою новонабранную армию, и особенно свой кавалерийский корпус, которым командовал Джеймс Вильсон. Днём 14-го числа Томас издал Специальный Приказ № 342 об атаке.
Методичный Томас готовился к сражению почти две недели, вызывая на себя гнев Вашингтона. Генерал Грант считал, что Худ готовится к вторжению на север. Линкольн недолюбливал медлительных генералов и заметил по этому поводу:
«Это напоминает стратегию МакКлеллана и Роузкранса: ничего не делать и позволять противнику разорять страну».
Грант торопил Томаса, несмотря на то, что снежная буря 8 декабря остановила фортификационные работы на обеих сторонах. Через несколько дней Грант послал адъютанта с приказом отстранить Томаса от командования; Грант полагал, что Худ уже ускользнул из его рук. 13 декабря генерал-майор Джон Логан был направлен в Нэшвилл, чтобы принять командование над армией, если, к моменту его прибытия, Томас не предпримет никаких действий. Логан успел доехать только до Луисвилля, и, наконец, в этот самый день (15 декабря) сражение началось.

## Сражение

### 15 декабря

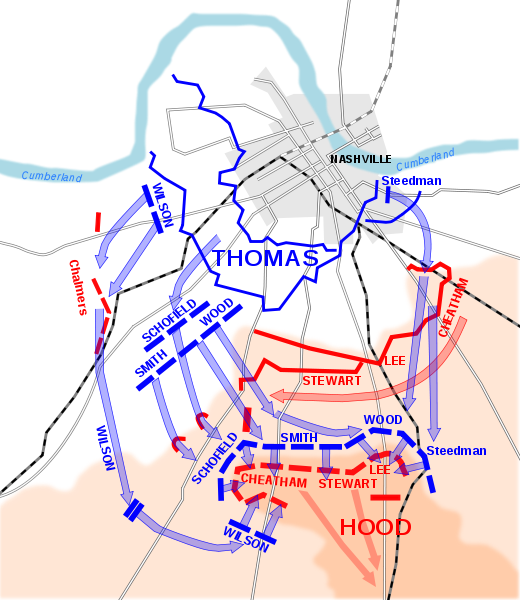
Сражение при Нэшвилле

Утром 15 декабря Томас начал манёвры, планируя двойную атаку противника. Выдвижение войск началось в 04:00, но из-за густого тумана войска вошли в соприкосновение с противником только в 08:00. Южане никак не реагировали на эти манёвры, по видимости, не предполагая атаки в этот день.
Первая, отвлекающая атака, была предпринята генералом Стедманом против правого фланга южан. Дивизия Стедмана включала в себя две «цветные» бригады (Чарльза Томпсона и Томаса Моргана). Бригада Гросвенора атаковала позиции противника, но попала под залп почти в упор и отступила с большими потерями. Атака Моргана была так же отбита. Южане генерала Читема находились на хороших позициях и держались уверенно. Однако, наступление Стедмана до самого конца дня удерживало генерала Читхэма на правом фланге армии, а кроме того, южане перебросили некоторые свои части из центра на правый фланг. Основная же атака была предпринята силами генерала Смита, Вуда и Эдварда Хэтча (который командовал спешенной кавалерийской бригадой) против левого фланга противника, который оказался открыт после того, как Худ отправил Форреста в Мерфрисборо.
Атакующие развернулись в линию параллельно Хиллсборскому шоссе. В полдень они вышли к шоссе и Вуд предпринял атаку на аванпосты противника на холме Монтгомери, примерно в центре линии. Худ осознал угрозу своему флангу и приказал генералу Стефану Ли перебросить подкрепления Стюарту. Между тем дивизия генерала Битти взяла штурмом холм Монтгомери.
Примерно в 13:00 в линии Худа образовался выступ — на участке Стюарта. Томас приказал Вуду атаковать этот выступ, при поддержке Скофилда и Вильсона. В 13:30 положение Стюарта на шоссе стала безнадёжным, он попал под атаку превосходящих сил противника. Корпус дрогнул и начал отступать к шоссе Грэнни-Уайт. Однако, Худ сумел собрать и перегруппировать свои войска, подготовив их к сражению на следующий день. Федеральная кавалерия Вильсона не смогла воспользоваться отступлением противника, поскольку кавалеристы были спешены, чтобы поддержать штурмующую пехоту.
В итоге, к концу дня, федералы захватили 16 орудий и около 1200 пленных.
Измождённая армия Конфедерации всю ночь рыла укрепления, ожидая атаки противника. Новая линия протянулась по Брэнтвудским холмам, от Ши-Хилл до Овертон-Хилл, прикрывая два возможных пути отступления — шоссе Гренни-Уайт и Франклинское. Часть войск генерала Читэма Худ перебросил на усиление левого фланга.

### 16 декабря
Всё утро 16 декабря федералы перебрасывали свои войска на новые позиции, к новой линии Худа, которая протянулась примерно на 2 мили. И снова Томас запланировал атаку в два этапа, в точности повторяющую предыдущую. На этот раз Читэм командовал левым флангом конфедератов, а Стефан Ли — правым. Стидмэн начал атаки на позиции Ли, а Скофилд атаковал линии Читэма. Атака Скофилда была успешной, он смог оттеснить противника с его позиций, а кавалерия Вильсона зашла в тыл южанам. Днём Вуд и Стидмэн упорно атаковали позиции Ли на Овертонском холме, но безрезультатно.
В 16:00 позиции Читэма на холме Ши-Хилл оказались под ударом с трёх сторон, его корпус дрогнул и начал отступать. Отступление проходило относительно организованно. Бригады Лори и Грэнбери были переброшены из центра на левый фланг и сдерживали там противника, прикрывая отступление остальных частей. Бригадные генералы Генри Джексон и Томас Смит (из дивизии Бэйта) попали в плен при отступлении. Полковник Мейджвени (158-й теннессийский) не смог подняться на позицию, приказанную ему, и тоже попал в плен. Полковник и[кто?] (20-й теннессийский) был убит.
Затем стемнело и пошёл сильный дождь. Это позволило Худу собрать свои войска и отступить к югу, в сторону Франклина.
Ещё перед боем Худ решил, что противник не сможет взять его позицию, поэтому обозных лошадей отвели в тыл ради безопасности. Из-за этого конфедератами было потеряно 54 орудия, которые при отступлении не удалось своевременно вывезти с поля боя.

## Последствия
За два дня сражения потери федералов составили 3 061 человек (387 убито, 2 558 ранено и 112 пропало без вести, в числе погибших — 1 генерал бригадного уровня, Сильвестер Хилл). Конфедераты потеряли примерно 6 000 человек (1 500 убито и ранено, 4 500 пропало без вести или попали в плен). Сражение при Нэшвилле стало одним из самых грандиозных разгромов за ту войну. Теннесийская армия, вторая по величине армия Конфедерации, перестала существовать как боевая единица. Армия вошла в Теннесси, имея 30 000 человек, а покинули штат всего 15 — 20 тысяч. Северяне собирались преследовать противника, но дождливая погода помогла Худу и задержала преследование.
17 декабря Худу пришлось отступать под постоянными атаками кавалерии противника. Генерал Уалталл писал: «Несколько дней земля была покрыта снегом, и многие солдаты шли без обуви, некоторые без одеял, одетые совершено не по сезону». В этих боях был ранен в ногу генерал Стефан Ли. Только 18 декабря к армии присоединился генерал Форрест и прикрыл отступление. Преследование разбитой Теннессийской армии продолжалось, пока она не перешла реку Теннесси 25 декабря. На Рождество Форрест остановил преследование, отбросив кавалерию генерала Вильсона в сражении при Энтони-Хилл.
Сражение стало концом Теннессийской армии. Историк Дэвид Эйхер замечает, что «если под Франклином Худ нанёс своей армии смертельное ранение, то под Нэшвиллом он её убил». Хотя Худ обвинял в неудаче своих подчинённых и самих солдат, его карьера была окончена. Он отступил с армией в Тьюпело, штат Миссисипи, где 13 января 1865 сдал командование, и не получил никакого другого.